# Josef Heigenmooser
Josef Heigenmooser (* 1845 in Chieming; † 1921 in München) war ein deutscher Lehrer. Er war Direktor der Kreislehrerinnenbildungsanstalt für Oberbayern. Er forschte und schrieb zur Schulgeschichte und war Vorsitzender des Altertumsvereins München.
Josef Heigenmooser wurde im Jahre 1845 in Chieming am Chiemsee geboren. Im Jahre 1864 absolvierte Heigenmooser das Freisinger Lehrerseminar und wurde Hilfslehrer in Hohenkammer und in den Jahren 1866 bis 1868 Leiter der Chieminger Schule. Diese Stelle trat er als Nachfolger seines verstorbenen Vaters an. Sein Weg führte ihn zunächst zurück nach Freising, dann nach Rosenheim und Ebersberg, von wo aus er nach München berufen wurde. Im Jahre 1872 gründete er das Kreislehrerinnenseminar in München, eine Lehranstalt für weltliche Lehrerinnen. Damals wurden Schulen nur von klösterlichen Lehrerinnen geleitet. Heigenmooser gab seinen Lehrerinnen für die Arbeit in der Schulstube das Wertvollste mit: ein tüchtiges pädagogisch-methodisches Wissen und Können, eine hohe Auffassung von der kulturellen Aufgabe der Volksschule und die Begeisterung für die Schule. 
Heigenmooser war Lehrer in den Fächern Geschichte, Deutsch und Geografie. Bis zu seiner Rente mit 68 Jahren war er Direktor des Königl. Bayerischen Kreislehrerinnenseminars. Er hat die große Entwicklung des bayerischen und oberbayerischen Schulwesens seit 1864 miterlebt und auch mitgestaltet. 
Heigenmooser verfasste (mit Alfons Bock) die „Geschichte der Pädagogik. Quellenbuch und Überblick der Geschichte der Pädagogik ; mit besonderer Berücksichtigung der bayerischen Erziehungs- und Schulgeschichte, München, Seyfried 1910“. Im Laufe seines Lebens entstanden viele weitere wissenschaftliche Abhandlungen über die bayerische Schulgeschichte und sogar ein Leitfaden zur Schulhygiene. Er war bei diesen Werken der Zeit immer voraus – so beschäftigte er sich damals schon mit der Schädlichkeit von Alkoholgenuss und Rauchen bei Lehrern und war gegen den Einsatz der „Prügelstrafe“. Zum Thema Schulstrafen mahnte er seine Lehrerkollegen, dass Demütigungen, wie das „Hinausknien“ und das Anheften von „Strafabzeichen“ der falsche Weg innerhalb der Schulpädagogik sei. Heigenmooser liebte Bücher und schaffte sich im Laufe der Jahre eine beachtliche Sammlung an Publikationen an. Die Geburtsstunde der Süddeutschen Lehrerbücherei schlug Anfang August 1896, als Josef Heigenmooser der Hauptversammlung des Bayerischen Lehrervereins seine Musterbibliothek vorstellte, aus der die sog. Süddeutsche Lehrerbücherei entstand. Im Jahr 1911 besaß die Münchner Bücherei schon 16.000 Werke. 
1934 wurde im Münchner Stadtteil Laim die Heigenmooserstraße nach ihm benannt. Auch in Chieming am Chiemsee ist eine Straße nach ihm benannt, die Josef-Heigenmooser-Str. 
Josef Heigenmooser hatte 14 Kinder. Einer seiner Söhne war der Grafiker Ernst Heigenmooser. Einer von Josef Heigenmoosers Enkeln war Alexander Mitscherlich. Ein anderer Enkel ist der Journalist und Autor Volker Heigenmooser.